# Mohawk (langue)
 (février 2019).
Si vous disposez d'ouvrages ou d'articles de référence ou si vous connaissez des sites web de qualité traitant du thème abordé ici, merci de compléter l'article en donnant les références utiles à sa vérifiabilité et en les liant à la section « Notes et références ».
Pour les articles homonymes, voir Mohawk.
Le mohawk ou kanien’kéha, anciennement appelé agnier en français (endonyme : kanien'kéha, /ɡa.njʌ̃ʔ.ˈɡe.ha/), est une langue parlée au Canada et aux États-Unis. Elle fait partie de la famille des langues iroquoiennes des autochtones du Canada.

## Locuteurs
Le mohawk est parlé par environ 15 % des 15 500 Mohawks qui résident au Québec, en Ontario et dans l'État de New York. Au Québec, cette langue est parlée par trois communautés : Kahnawake, Kanesatake et Akwesasne.
Selon Statistique Canada, en 2021, le mohawk est la langue maternelle de 555 personnes au Canada.

## Dialectes
Le mohawk a trois dialectes principaux : Occidental (Ohswé:ken et Kenhté:ke), Central (Ahkwesáhsne) et Oriental (Kahnawà:ke et Kanehsatà:ke). Leurs différences sont principalement phonologiques. Ils sont liés des territoires depuis le XVIIIe siècle. La prononciation du phonème /r/ et d'un groupe de consonnes peuvent varier selon le dialecte : 
|          | /RU/       | Occidental  | Central     | Oriental    |
| -------- | ---------- | ----------- | ----------- | ----------- |
| sept     | /tsjáːta/  | [ˈd͡ʒaːda]   | [ˈd͡ʒaːda]   | [ˈd͡zaːda]   |
| neuf     | /tjóhton/  | [ˈdjɔhdũ]   | [ˈɡjɔhdũ]   | [ˈd͡ʒɔhdũ]   |
| je tombe | /kjaʔtʌʔs/ | [ˈɡjàːdʌ̃ʔs] | [ˈɡjàːdʌ̃ʔs] | [ˈd͡ʒàːdʌ̃ʔs] |
| chien    | /érhar/    | [ˈɛrhar]    | [ˈɛlhal]    | [ˈɛːɽhaɽ]   |

## Écriture
Avant l'arrivée des Européens en Amérique du Nord, le mohawk était écrit à l'aide de pictogrammes.[réf. nécessaire] Par la suite, plusieurs systèmes furent utilisés : l'alphabet latin et les diacritiques. Depuis 1972, un système commun aux différents dialectes du mohawk, toujours fondé sur l'alphabet latin, est employé.
| a | e | en | h | i | k | n | o | on | r | s | t | w | y | ’ |

Les voyelles nasales sont ‹ en › et ‹ on ›. Les voyelles longues sont indiquées en plaçant les deux points après celle-ci.
La syllabe portant l’accent tonique peut avoir un accent aigu, indiquant le ton haut ou montant, ou un accent grave, indiquant le ton haut-descendant :
- oká:ra’, « histoire » et okà:ra’, « œil » ;
- onón:ta’, « colline » et onòn:ta’, « lait » ;
- tóka’, « si » et tó:ka’, « je ne sais pas ».

## Phonologie

### Consonnes
Fait assez remarquable, le mohawk ne possède pas d'occlusives labiales (les plus fréquentes sont /p/ ou /m/), la seule consonne labiale étant l'approximante /w/. Les sons [m] et [w] existent dans les mots empruntés de l'anglais ou du français.
|              | Bilabiale | Dentale | Latérale | Palatale | Post-alv. | Vélaire       | Glottale |
| ------------ | --------- | ------- | -------- | -------- | --------- | ------------- | -------- |
| Occlusive    |           | t [t]   |          |          |           | k [k] kw [kʷ] | ʔ [ʔ]    |
| Fricative    |           | s [s]   |          |          |           |               | h [h]    |
| Affriquée    |           |         |          |          | ts [ts]   |               |          |
| Nasale       |           | n [n]   |          |          |           |               |          |
| Liquide      |           |         | r [r]    |          |           |               |          |
| Semi-voyelle | w [w]     |         |          | y [j]    |           |               |          |

La dialecte central (Ahkwesáhsne) a ces groupes de consonnes :
| 1er↓ · 2e→ | t  | k  | s  | h  | l  | n  | d͡ʒ  | j   | w  |
| ---------- | -- | -- | -- | -- | -- | -- | --- | --- | -- |
| t          | tt | tk | ts | th |    |    |     |     |    |
| k          | kt | kk | ks | kh |    |    |     |     | kw |
| ʔ          | ʔt | ʔk | ʔs |    | ʔl | ʔn | ʔd͡ʒ |     | ʔw |
| s          | st | sk | ss | sh | sl | sn |     | sj  | sw |
| h          | ht | hk | hs |    | hl | hn | hd͡ʒ | hj  | hw |
| l          |    |    |    | lh |    |    |     | lj  |    |
| n          |    |    |    | nh | nl |    |     | nj  |    |
| d͡ʒ         |    |    |    |    |    |    |     | d͡ʒj |    |
| w          |    |    |    | wh |    |    |     |     |    |

Les consonnes /k/, /t/ et les groupes de consonnes /ts/, /kw/ sont prononcés voisées avant un son voisé, à la fin d'un mot ou avant un son non-voisé. Le phonème /s/ est voisé au début d'un mot et entre deux voyelles.  
voiture – kà:sere /ˈɡàːzɛrɛ/
ça – thí:ken /ˈthiːɡʌ̃/
bonjour, immobile – shé:kon /ˈshɛːɡũ/
- Allophones

Devant une voyelle, la plupart des occlusives, affriquées et fricatives (, t, k, kw, s, ts) deviennent sonores.

### Voyelles
|         | Antérieure | Centrale | Postérieure |
| ------- | ---------- | -------- | ----------- |
| Fermée  | i [i]      |          | u [ũ]       |
| Moyenne | e [ɛ]      | ʌ [œ̃]    | o [o]       |
| Ouverte | a [a]      |          |             |

## Grammaire
(juin 2015).
Le contenu est difficilement compréhensible vu les erreurs de traduction, qui sont peut-être dues à l'utilisation d'un logiciel de traduction automatique.
Le mohawk exprime de nombreuses distinctions pronominales : personnes (1re, 2e, 3e), nombre (singulier, double et pluriel), genre (masculin, féminin/indéfini, féminin/neutre) et inclusivité/exclusivité avec la première personne double et plurielle. L'information pronominale est portée par des préfixes aux verbes, un pronom différent étant utilisé pour faire l'accentuation. Il y a trois paradigmes de préfixes pronominaux : sujet (avec les verbes dynamiques), objet (avec les verbes statives) et transitif.
En tant que langue polysynthétique, les mots du mohawk se composent de nombreux morphèmes. Ce qui est exprimé en français en plusieurs mots peut être exprimé en mohawk avec un seul mot.

### Noms
Les noms se composent de la façon suivante : préfixe nominal–radical–suffixe nominal
Les préfixes nominaux portent les informations qui se rapportent au genre, à l'animalité, au nombre et à la personne. Ils identifient aussi le mot comme un nom :
- o'nenste – maïs
- oien'kwa – tabac

Ici, le préfixe o- dénote les noms que l'on trouve dans l'environnement naturel. Un autre préfixe dénote les objets fabriqués par l'homme :
- kanhoha – porte
- ka'khare – combinaison, jupe

Ici, le préfixe ka- marque le caractère artificiel ou synthétique du nom. Les variations phonologiques parmi les dialectes du mohawk font que le préfixe ga- dénote également les noms à caractère artificiel.
Les radicaux du mohawk sont similaires aux radicaux en français. Les sens entre eux sont presque les mêmes,
(Caughnawaha)
- –eri- – cœur
- –hi- – rivière
- –itshat- – nuage

Ces radicaux sont nus, et il n'y a pas d'information autre que le radical. Il faut noter que les morphèmes ne peuvent être nus. En d'autres termes, si l'on dit simplement "eri", la phrase n'est pas grammaticalement correcte. Le radical doit posséder un préfixe nominal ou s'intégrer dans une phrase avec prédicat.
Les suffixes nominaux ne sont pas nécessaires pour former une phrase grammaticalement correcte. Ces suffixes fournissent une information qui se rapporte à l'emplacement ou aux attributs :
Le suffixe locatif :
1)  onu'ta' (colline)
→ onuta'ke (sur la colline)
2) onekwvhsa' (sang)
→ onekwvhsa'ke (dans le sang)
Ici, le suffixe -ke indique un endroit.
Le suffixe attributif :
10) kvjy' (poisson)
11) kvja'ko'wa (esturgeon ou grand poisson)
Ici, le suffixe -ko'wa indique l'accroissement d'un nom.

### Verbes
Le verbe est la partie la plus complexe du mohawk et se compose de nombreux morphèmes qui décrivent les relations grammaticales. Le verbe prend la structure suivante :
| préfixe pré-pronominal | préfixe pronominal | particule réflexive et réciproque | radical intégré d'un nom | radicale verbal | suffixes |
| ---------------------- | ------------------ | --------------------------------- | ------------------------ | --------------- | -------- |

### Intégration d'un radical
Une caractéristique du mohawk est l’intégration d’un radical au sein d'un verbe. Quand un nom est intégré, celui-ci est marqué par un interfixe :
12) Owira'a wahrake' ne o'wahru
Bébé     a.mangé la viande
Avec l’intégration :
13) Owira'a waha'wahrake'
Bébé     viande.a.mangé
14) Wa'eksohare' (elle vaisselle-lave), où ks = vaisselle, ohare=laver
15) Wa'kenaktahninu' (je lit-acheté), où nakt=lit + a (l’intégration) + hninu=acheter
16) Wahana'tarakwetare' (Il pain-coupe), où na'tar=pain + a (l’intégration) + kwetar=couper
Ces exemples prennent l’interfixe -a-, qui marque le nom comme intégré. On peut omettre l’interfixe si l’intégration produit un groupe de consonnes permis au sein d’un mot. L’épenthèse de -a- atténue la groupe complexe des consonnes.